# Београђанка
Београђанка или Палата Београда је пословни солитер у центру Београда, налази се између улица Краља Милана и Масарикове (општина Врачар). Ово здање је високо 101 метар и има 24 спрата.

## Историја
Изграђена је у периоду од 1969. до 1974. године по пројекту архитекте Бранка Пешића, као први облакодер у ужем центру града, стациониран између Славије и Теразија. Зграда представља једно од најзначајнијих остварења београдске архитектуре с краја шездесетих година 20. века и у то време је била највиша зграда Београда. На последњем спрату зграде се налазио ресторан са видиковцем који је затворен почетком деведесетих, када је локална РТВ станица Студио Б, која се већ деценијама емитује управо из ове зграде, закупила последњи спрат за своје потребе.

## Београђанка данас
Испод нивоа земље налази се супермаркет „Меркатор Премиум“. Приземље и прва четири спрата били су у власништву предузећа „Робна кућа Београд“, које је крајем 2007. године приватизовало предузеће „Верано“. Остатак су пословне просторије и у власништву су Града Београда. Ту су канцеларије РТВ Студио Б, телевизије у власништву града Београда, као и Народна канцеларија Председника Републике, затим бројни секретаријати градске владе Београда и Београдска отворена школа. На преосталим спратовима налазе се седишта и представништва више домаћих и страних предузећа. Ту је и главна канцеларија компаније ИКЕА за Србију. Новинска кућа Блиц још увек има неколико канцеларија у Београђанки иако се већи део особља преселио у нову зграду.

## Преуређење
Град Београд планира преуређење и освежавање зграде, односно чишћење фасаде и реконструкцију унутрашњости зграде. Такође је планирано и поновно отварање ресторана на последњем спрату.

## Галерија
- Београђанка током изградње; фотографија је део заоставштине Бранка Пешића у Адлигату
- Београђанка, са зградом Старог двора у предњем плану